# Cliff Goddard
Cliff Goddard (født 5. december 1953) er en australsk sprogforsker og professor i lingvistik ved Griffith University i Brisbane Australien. Hans udgivelser spænder over semantik, pragmatik og sprogbeskrivelse, med særligt fokus på engelsk, sydøstasiatiske sprog og aboriginalsprog. Han har i samarbejde med Anna Wierzbicka udviklet en tilgang til semantisk analyse kaldet Naturligt Semantisk Metasprog (engelsk: The natural semantic metalanguage approach), og særligt bidraget til udforskningen af sammenhængen mellem sprog og kognition, og mellem sprog og kultur.

## Udgivelser
- Goddard, Cliff. (ed.). 2008. Cross-Linguistic Semantics. Amsterdam: John Benjamins.
- Goddard, Cliff. (ed.). 2006. Ethnopragmatics: Understanding Discourse in Cultural Context. Berlin: Mouton de Gruyter.
- Goddard, Cliff. 2005. The Languages of East and Southeast Asia: An Introduction. Oxford: Oxford University Press
- Goddard, Cliff. (ed. with Anna Wierzbicka). 2002. Meaning and Universal Grammar – Theory and Empirical Findings. Two Volumes. Amsterdam/Philadelphia: John Benjamins.
- Goddard, Cliff. 1998. Semantic Analysis – A Practical Introduction. Oxford: Oxford University Press.
- Goddard, Cliff. 1996. Pitjantjatjara/Yankunytjatjara to English Dictionary. Alice Springs: IAD Press.
- Goddard, Cliff. (ed. with Anna Wierzbicka) 1994. Semantic and Lexical Universals – Theory and Empirical Findings. Amsterdam: John Benjamins.